# Ladyhawke (cantora)
Philippa Pip Brown (Masterton, 13 de julho de 1979) mais conhecida como Ladyhawke, é uma cantora da Nova Zelândia multinstrumentista. Na cidade de Wellington fez parte da banda Two Lane Blacktop, nome dado por causa do filme dos anos 70 com o mesmo nome. Antes de assumir o nome Ladyhawke ela fazia parte da dupla Tennager de Sydney com Nick Littlemore do grupo Pnau. Ladyhawke começou a ser chamada assim por causa do filme Ladyhawke, no Brasil conhecido como Feitiço De Áquila, filme de Rutger Hauer. Ficou conhecida depois de lançar o single Paris Is Burning, música escrita depois da visita da cantora a Paris. Seu primeiro álbum foi lançado pela Modular Recordings em setembro de 2008.

## Biografia
Original de Masterton, uma cidade de Wellington, Nova Zelândia, Pip tem uma família de músicos, sua mãe é cantora e guitarrista e seu padrasto baterista de jazz. Durante sua infância por causa de doenças e alergias foi hospitalizada diversas vezes. Com dez anos contraiu erisipelóide, uma doença comum em gaivotas, mas que não apresentava caso documentado em humanos na Nova Zelândia já faziam vinte anos. Suas alergias a antibióticos, penicilina e anti-histamínicos complicaram ainda mais o tratamento, o que colocou-a em coma e muito perto de morrer.
Na escola ela tocou em várias bandas grunge-rock. Depois da escola ela se mudou de Wellington.
Em Wellington, Pip formou com seus amigos a banda Two Lane Blacktop, ela tocava guitarra. Depois ela formou a dupla teenager com Nick Littlemore (do Empire of The Sun e Pnau) e se mudou para Sydney.

### Carreira a solo
Logo Pip brown decidiu por em prática o seu projecto de carreira a solo "Ladyhawke". Nome esse dado por causa do filme Ladyhawke (Feitiço de Aquila) protagonizado por Michelle Pfeiffer em 1985. O seu álbum foi lançado em Setembro de 2008.
Paris is Burning, single de Ladyhawke alcançou o topo das paradas na Europa.
Back Of the Van foi lançado em Abril de 2008 e relançado em Maio de 2009. A música teve sucesso seguida de My Delirium e Dusk Till Down que também foram singles que lhe renderam muitas vendas, tendo a primeira sido um enorme sucesso na Austrália.
Pip tocou com a cantora Peaches e foi comparada com Cyndi Lauper, Pat Benatar, Kim Wilde, Anniee New Young Pony Club.
Em 2009 correram rumores que Christina Aquilera regravaria My Delirium para o sucessor de Back to Basics. Chegaram até os ouvidos de Pip que disse que estaria disposta a trabalhar nesta música, porem nada foi confirmado e parece que essa nota seria apenas mais uma noticia falsa espalhada pela internet.
Esteve em tour de divulgação de seu álbum em 2008 e com os The Ting Tings em Fevereiro de 2009.
Pip lançou seu segundo álbum em 2012, mas não conseguiu repetir o mesmo sucesso de seu disco de estreia.

## Discografia

### Álbuns
- Ladyhawke (2008)
- Anxiety (2012)
- Wild Things (2016)

### Singles
- "Back of the Van" (2008)
- "Paris is Burning" (2008)
- "Paris s'enflamme" (versão em francês, 2008)
- "Dusk till Dawn" (2008)
- "My Delirium" (2008)
- "Magic" (2009)
- "Black White & Blue" (2012)
- "Sunday Drive" (2012)
- "Blue Eyes" (2012)
- "Sweet Fascination" (2016)
- "A Love Song" (2016)
- "Dangerous" (2016)
- "Let It Roll" (2016)
- "Wild Things" (2016)

## Prêmios
- New Zealand Music Awards - 2009[1]